# Euxoa praticola
Euxoa praticola är en fjärilsart som beskrevs av Jacob Hübner 1827. Euxoa praticola ingår i släktet Euxoa och familjen nattflyn. Inga underarter finns listade i Catalogue of Life.